# Without You (EP)
Without You es el cuarto extended play (EP) del cantante estadounidense Lauv. Fue lanzado el 24 de junio de 2020, por AWAL.

## Antecedentes
El EP contiene cinco temas, todos ellos escritos y producidos durante la cuarentena. También se lanzó un vídeo musical para el único sencillo, «Dishes». El clip muestra a Lauv en su cocina rodeado de platos. Luego canta lo maravilloso que era cuando estaba con su pareja. Una línea de la canción le dio el nombre al EP, Without You.

## Lista de canciones
| Lista de canciones de Without You |                                           |                                                                        |                             |          |  |
| N.º                               | Título                                    | Escritor(es)                                                           | Productor(es)               | Duración |  |
| 1.                                | «Dishes»                                  | Ari Leff y Dallas Koehlke                                              | Lauv DallasK                | 2:36     |  |
| 2.                                | «Mine (You Can't Find Love in Mollywood)» | Leff, Koehlke, Andrea Rosario, Jonathan Simpson y William Thomas Walsh | Lauv DallasK Johnny Simpson | 3:26     |  |
| 3.                                | «Miss Me» (demo)                          | Leff, Rosario y Jay Grice                                              | Lauv Simpson                | 1:58     |  |
| 4.                                | «Love Somebody»                           | Leff, Simpson y Amy Allen                                              | Lauv DallasK Simpson        | 2:22     |  |
| 5.                                | «Dishes» (acoustico)                      | Leff y Koehlke                                                         | Lauv DallasK                | 2:21     |  |